# هوفلینگ
هوفلینگ (به آلمانی: Höflein) یک منطقهٔ مسکونی در اتریش است که در ناحیه بروک آن در لیتا واقع شده‌است. هوفلینگ ۱٬۱۴۹ نفر جمعیت دارد.

## خواهرخوانده
شهر اگنشتاین-لوپولدسهافن خواهرخواندهٔ هوفلینگ هست.